# Pingisligan
Pingisligan (tidigare kallad Elitserien) är en svensk liga för pingisklubbar bildad 1946. Ligan kallades från början Allsvenskan fram till 1976 då den bytte namn till Elitserien. År 2009 bytte ligan namn till Pingisligan. Sedan 2017 heter ligan officiellt Pingisligan by STIGA, efter sin huvudsponsor STIGA Sports. Damligan hade sin första säsong år 1954/1955.
Varje år spelar åtta lag i Pingisligan, 7 i damligan.  När säsongen är slut går de fyra bäst placerade lagen vidare till slutspel där ett lag blir svensk mästare. Det sämst placerade laget blir nedflyttat ifall 1:an eller 2:an i Superettan vill bli uppflyttade.
Matcherna i Pingisligan går att se online via Solidsport.

## Klubbar säsongen 2022/2023

### Herrar[6]
- BTK Kävlinge
- BTK Rekord
- Eslövs AI BTK
- Halmstad BTK
- Munkedals BTK
- Spårvägens BTK
- Söderhamns UIF
- Västers BTK

### Damer[7]
- BTK Frej
- Eslövs AI BTK
- Halmstad BTK
- IK Juno
- Köpings BTK
- Lekstorps IF
- Lyckeby BTK

## Matcher
I Pingisligan spelar man i tremannalag och alla individuella matcher spelas till 11 poäng och bäst av 5 set. När ett lag har vunnit 3 individuella matcher är matchen slut. Förut behövde laget vinna 5 individuella matcher för att vinna matchen. En vinst ger 2 ligapoäng och en förlust ger 0 ligapoäng. En lagmatch spelas på ett bord.

## TV-sändningar
Från säsongen 2009/2010 sändes Pingisligan i TV4 Sport med Andreas Ljones som programledare och Ulf "Tickan" Carlsson som expertkommentator. Sändningarna i TV4 Sport varade endast en säsong innan de togs bort på grund av budgetunderskott.